# Liste der Kulturdenkmale in Chemnitz-Reichenhain
In der Liste der Kulturdenkmale in Chemnitz-Reichenhain sind die Kulturdenkmale des Chemnitzer Stadtteils Reichenhain verzeichnet, die bis April 2022 vom Landesamt für Denkmalpflege Sachsen erfasst wurden (ohne archäologische Kulturdenkmale). Die Anmerkungen sind zu beachten.
Diese Aufzählung ist eine Teilmenge der Liste der Kulturdenkmale in Chemnitz.

## Liste der Kulturdenkmale in Chemnitz-Reichenhain
| Bild                                    | Bezeichnung | Lage                              | Datierung                                                                                  | Beschreibung | ID       |
| --------------------------------------- | --- | --------------------------------- | ------------------------------------------------------------------------------------------ | --- | -------- |
| Direkt Bild zu diesem Denkmal hochladen | Ehemaliges Brausebadgebäude eines Freibades | Am Erfenschlager Bad 2 (Karte)    | 1930–1931 (ehemaliger Sozialbau)                                                           | Später mit Wohnung im Obergeschoss, ortsgeschichtlich und baugeschichtlich von Bedeutung | 09306566 |
| Weitere Bilder                          | Gasthof mit Saalanbau, ehemaliges Bahnhofs-Restaurant Reichenhain (Ballhaus Barberina)                                                                   | Erfenschlager Straße 36 (Karte)   | Um 1890                                                                                    | Stattlicher Gasthof mit symmetrisch gegliedertem Fassadenaufbau und reichem Dekor in Neorenaissance-Formen, wenig späterer Saalanbau mit repräsentativ gestalteter Fassade, baugeschichtlich und ortsgeschichtlich von Bedeutung | 09204855 |
| Weitere Bilder                          | Villa | Erfenschlager Straße 91 (Karte)   | Um 1905                                                                                    | Repräsentative ländliche Villa mit symmetrischer, reich geschmückter Neorenaissancefassade, bemerkenswert guter Erhaltungszustand, baugeschichtlich von Bedeutung | 09204856 |
| Weitere Bilder                          | Schule (mit eingebautem älteren Sitznischenportal), Vorplatz mit Plastik (Kindergruppe, unterlebensgroß) und Schulfreiraum                               | Genossenschaftsweg 2 (Karte)      | 1949–1950 (Schule); um 1950 (Figurengruppe)                                                | Mehrflügeliger Schulgebäudekomplex mit aufwendig gestaltetem Vorplatz, traditionalistische Bauweise mit zurückhaltendem Einsatz von Schmuckformen, erster Schulneubau der Nachkriegszeit im Stadtgebiet unter Verwendung eines Renaissanceportals aus der Innenstadt von großer baugeschichtlicher und stadtgeschichtlicher Bedeutung | 09204857 |
| Weitere Bilder                          | Wohnhaus | Gornauer Straße 35 (Karte)        | Bezeichnet mit 1838                                                                        | Stattliches Wohnhaus mit Fachwerkobergeschoss, Zeuge der ursprünglichen ländlichen Bebauung des Ortes, im Äußeren weitestgehend unverändert, baugeschichtlich von Bedeutung | 09204859 |
| Weitere Bilder                          | Wohnhaus mit Garten | Gornauer Straße 36 (Karte)        | 1930 laut Bauakte                                                                          | Qualitätvolles Wohnhaus im Stil der Neuen Sachlichkeit mit interessantem Wintergarten- und Balkonanbau, im Äußeren weitgehend original, Garten überwiegend in ursprünglicher Anlage, baugeschichtlich von Bedeutung | 09204860 |
| Weitere Bilder                          | Wohnhaus | Gornauer Straße 73 (Karte)        | 2. Drittel 19. Jahrhundert                                                                 | Typisches ländliches Wohnhaus mit verschiefertem Fachwerkobergeschoss, sehr guter Erhaltungszustand, baugeschichtlich von Bedeutung | 09204862 |
|                                         | Wohnstallhaus, Seitengebäude und Scheune eines Dreiseithofes                                                                                             | Jägerschlößchenstraße 94 (Karte)  | Um 1800 (Wohnstallhaus und Seitengebäude); nach 1990 (Wiederaufbau der Scheune nach Brand) | Stattliche Hofanlage mit Wohnstallhaus, Seitengebäude und Scheune, Fachwerkobergeschosse, Zeugen der ursprünglichen Struktur des zweireihigen Waldhufendorfes, von großer Bedeutung für das Ortsbild, baugeschichtlich von Bedeutung                                                                                                  | 09204872 |
|                                         | Wohnstallhaus eines ehemaligen Dreiseithofes | Jägerschlößchenstraße 104 (Karte) | Bezeichnet mit 1855                                                                        | Gut erhaltenes Wohnstallhaus mit Fachwerkobergeschoss und hohem Satteldach, Zeuge der ursprünglichen Bebauung des Waldhufendorfes, von großer Bedeutung für das Ortsbild, baugeschichtlich von Bedeutung | 09204870 |
|                                         | Seitengebäude und Scheune eines Dreiseithofes | Jägerschlößchenstraße 105 (Karte) | Um 1800 (Scheune); Bezeichnet mit 1858 (Seitengebäude)                                     | Mächtiges Seitengebäude mit verschiefertem Fachwerkobergeschoss und aufwendig gestalteten Türgewänden, Scheune mit hohem Schopfwalmdach, baugeschichtlich von Bedeutung | 09204873 |
|                                         | Scheune eines Dreiseithofes | Jägerschlößchenstraße 110 (Karte) | 18. Jahrhundert                                                                            | Typische Scheune eines Dreiseithofes in Fachwerkkonstruktion, hohes Satteldach, baugeschichtlich von Bedeutung | 09204871 |
| Weitere Bilder                          | Sportheim und Umkleidegebäude eines Sportplatzes (Postsportheim)                                                                                         | Marktsteig 110 (Karte)            | 1920er Jahre                                                                               | Markantes Sport- und Vereinsheim des Postsportvereins in traditionalistischer Bauweise, fassadenprägendes Natursteinsockelgeschoss mit verbrettertem Obergeschoss, Postsportheim | 09204875 |
| Weitere Bilder                          | Sowjetischer Ehrenfriedhof (Sachgesamtheit) | Richterweg (Karte)                | Nach 1945                                                                                  | Sachgesamtheit Sowjetischer Ehrenfriedhof, mit folgenden Einzeldenkmalen: Ehrenmal, Kapelle und Einfriedung (siehe 09204863) sowie der gärtnerisch gestalteten Friedhofsanlage (Gartendenkmal); parkartig gestalteter Friedhof mit Gräbern sowjetischer Staatsangehöriger, geschichtlich von Bedeutung                                | 09302794 |
| Weitere Bilder                          | Ehrenmal, Kapelle und Einfriedung (Einzeldenkmale der Sachgesamtheit 09302794)                                                                           | Richterweg (Karte)                | Nach 1945                                                                                  | Einzeldenkmale der Sachgesamtheit Sowjetischer Ehrenfriedhof; parkartig gestalteter Friedhof mit Gräbern sowjetischer Staatsangehöriger, kleiner Kapelle und Ehrenmal, geschichtlich von Bedeutung | 09204863 |
| Weitere Bilder                          | Villa mit Garten, Teich und Gartenhaus | Richterweg 29 (Karte)             | 1920er Jahre                                                                               | Bemerkenswerte repräsentative Villa in Blockbauweise, markante Lage inmitten eines großen, parkartig gestalteten Hanggrundstücks mit Teich und älterem Gartenhaus, baugeschichtlich von Bedeutung | 09204867 |
| Weitere Bilder                          | Christuskirche mit Ausstattung, Reste des ursprünglichen Kirchhofs mit Stützmauern und Toranlage sowie angeschlossener neuer Friedhof                    | Richterweg 100 (Karte)            | Um 1780 (Kirche und Kanzelaltar); Anfang 16. Jahrhundert (Einzelfigur)                     | Spätbarocker Saalbau mit geradem Chorabschluss und Emporeneinbau, inmitten des Kirchhofs gelegen, Kirche in markanter Hanglage mit entsprechenden Stützmauern und schmiedeeisernem Eingangstor, baugeschichtlich und ortsgeschichtlich von Bedeutung                                                                                  | 09204869 |
| Direkt Bild zu diesem Denkmal hochladen | Gedenkanlage Albertplatz (so genannt seit 1905) mit Gedenkbaum, Denkmal für die Gefallenen des Ersten Weltkrieges, Gedenktafel und umgebender Grünanlage | Richterweg 100 (vor) (Karte)      | 1898 (König-Albert-Eiche); 1921 (Kriegerdenkmal)                                           | Baugeschichtlich und ortsgeschichtlich von Bedeutung | 09305530 |
|                                         | Wohnhaus in offener Bebauung mit Vorgarten | Zschopauer Straße 276 (Karte)     | Um 1890                                                                                    | Zeittypisches gründerzeitliches Wohnhaus mit symmetrischer Massengliederung und anspruchsvoll gestalteten Backsteinfassaden, baugeschichtlich von Bedeutung | 09204864 |
| Weitere Bilder                          | Wohnhaus in offener Bebauung mit Garten | Zschopauer Straße 326 (Karte)     | 1932 laut Auskunft des Eigentümers                                                         | Hochwertiges Wohnhaus in Holzkonstruktion mit Bretterverschalung, charakteristisches Zeugnis der Holzhausarchitektur des frühen 20. Jahrhunderts, sehr guter Erhaltungszustand, baugeschichtlich von Bedeutung | 09204865 |

## Ehemaliges Denkmal
| Bild                                    | Bezeichnung | Lage                  | Datierung | Beschreibung                                       | ID |
| --------------------------------------- | ----------- | --------------------- | --------- | -------------------------------------------------- | -- |
| Direkt Bild zu diesem Denkmal hochladen | Wohnhaus    | Richterweg 25 (Karte) |           | Erhalten, Streichung aus der Denkmalliste vor 2010 |    |

## Tabellenlegende
- Bild: Bild des Kulturdenkmals, ggf. zusätzlich mit einem Link zu weiteren Fotos des Kulturdenkmals im Medienarchiv Wikimedia Commons. Wenn man auf das Kamerasymbol klickt, können Fotos zu Kulturdenkmalen aus dieser Liste hochgeladen werden:
- Bezeichnung: Denkmalgeschützte Objekte und ggf. Bauwerksname des Kulturdenkmals
- Lage: Straßenname und Hausnummer oder Flurstücknummer des Kulturdenkmals. Die Grundsortierung der Liste erfolgt nach dieser Adresse. Der Link (Karte) führt zu verschiedenen Kartendiensten mit der Position des Kulturdenkmals. Fehlt dieser Link, wurden die Koordinaten noch nicht eingetragen. Sind diese bekannt, können sie über ein Tool mit einer Kartenansicht einfach nachgetragen werden. In dieser Kartenansicht sind Kulturdenkmale ohne Koordinaten mit einem roten bzw. orangen Marker dargestellt und können durch Verschieben auf die richtige Position in der Karte mit Koordinaten versehen werden. Kulturdenkmale ohne Bild sind an einem blauen bzw. roten Marker erkennbar.
- Datierung: Baubeginn, Fertigstellung, Datum der Erstnennung oder grobe zeitliche Einordnung entsprechend des Eintrags in der sächsischen Denkmaldatenbank
- Beschreibung: Kurzcharakteristik des Kulturdenkmals entsprechend des Eintrags in der sächsischen Denkmaldatenbank, ggf. ergänzt durch die dort nur selten veröffentlichten Erfassungstexte oder zusätzliche Informationen
- ID: Vom Landesamt für Denkmalpflege Sachsen vergebene, das Kulturdenkmal eindeutig identifizierende Objekt-Nummer. Der Link führt zum PDF-Denkmaldokument des Landesamtes für Denkmalpflege Sachsen. Bei ehemaligen Kulturdenkmalen können die Objektnummern unbekannt sein und deshalb fehlen bzw. die Links von aus der Datenbank entfernten Objektnummern ins Leere führen. Ein ggf. vorhandenes Icon  führt zu den Angaben des Kulturdenkmals bei Wikidata.

## Ausführliche Denkmaltexte
1. ↑  Brausebadgebäude des Freibades Erfenschlag:

Zwecks Errichtung eines Luft- und Sonnenbades hatte sich der Naturheilverein Erfenschlag bereits 1909 an den Gemeinderat gewandt; diese erfolglose Initiative wurde nach dem Ersten Weltkrieg wieder aufgegriffen. Jedoch erst 1928 konnten greifbare Erfolge konstatiert werden: die Wasserwerke prüften das Vorhaben und 1929/1930 erwarb die Gemeinde den notwendigen Grund und Boden. Einem ersten „Aufruf zur freiwilligen Arbeitsleistung beim Bau eines Volksbades in der Gemeinde Erfenschlag“ vom 18. Juni 1929 folgten weitere und schließlich für den 31. Mai 1931 die Einladung zur offiziellen Einweihung. Aus dieser Zeit ist das ehemalige Brause- und Toilettengebäude erhalten, das nach 1959 gefertigten Plänen im Obergeschoss eine Wohnung für den Objektleiter erhielt und seit 2017 unter Denkmalschutz steht. Bauherr war der Rat der Gemeinde Karl-Marx-Stadt, vertreten durch das Bäderamt. Aus der gleichen Zeit liegen von Ernst H. Goede Pläne vor für ein Umkleidegebäude, ein Sanitäts- und Kassenhäuschen sowie bereits vom April 1958 von Bauingenieur Manfred Würkert für das neue, nun 50 Meter Länge messende Schwimm- und Badebecken. Möglich wurde das Unterfangen durch die Einordnung in das Nationale Aufbauwerk der DDR.

Das zweigeschossige ehemalige Brausegebäude ist modern im Stil der Neuen Sachlichkeit der 1920er Jahre errichtet, wobei auf jeglichen Fassadendekor verzichtet wurde. Eine Wirkung erfährt das in Hanglage erbaute Haus durch seine schlichte Putzfassade, insbesondere aber durch das Absetzen einzelner Bauteile voneinander – unter anderem sind die ebenerdigen Eingänge zu den Sanitärräumen hinter einer Arkade eingeordnet – zeigen aus der Front stehende Fensterbänder über Eck den ehemaligen Aufsichts- und Arbeitsbereich des Bademeisters. Reizvoll stellt das Haus im Tal einen harmonischen Übergang zwischen der Wohnbebauung der Erfenschlager Siedlung und dem naturnah konzipierten Bade- und Freizeitbereich.
2. ↑  Grundschule Reichenhain:

1950 als erster Schulneubau der Stadt Chemnitz erbaut. Auftraggeber und zugleich Entwurfsverfasser war der Rat der Stadt, Bauwesen, Abteilung Hochbau. Die Bauentwurfszeichnungen, teils bereits aus den Jahren 1948/49 stammend, tragen teilweise das Signet "Weber", auch der Name Prof. Dipl.-Ing. E. Voigt findet sich auf den Bauzeichnungen. Mit der Bauausführung war Baumeister Friedrich Kiammt K.G. beauftragt.

Die Schule wurde in drei Bauabschnitten erbaut, zunächst als Winkelbau, dann entstand durch einen weiteren Flügel ein U-Grundriss, schließlich folgte ein weiterer im rechten Winkel an der Vorderfassade anschließender Flügel. Der in traditionalistischer Weise gestaltete Schulneubau weist zurückhaltend gestaltete Putzfassaden auf, die durch die Reihung der relativ schmalen, sprossengeteilten Rechteckfenster unterschiedlicher Größe maßgeblich geprägt werden. Die Fenster schließen bündig mit den Außenwandflächen ab. Bemerkenswert ist der Haupteingang mit einem Renaissanceportal aus der Chemnitzer Innenstadt. Im Inneren sind die in allen Fluren anzutreffenden Gewölbedecken bemerkenswert, welche ebenso wie in verschiedenen Wohnbauten der unmittelbaren Nachkriegszeit aus Materialmangel erbaut wurden. Die Bauakten lassen erkennen, dass die die Schule umgebenden Freiflächen von Anbeginn an gestaltet waren. So beispielsweise die erhöhte Fläche mit Freitreppe vor der Schule mit einer vermutlich auch bauzeitlichen Figurengruppe (musizierende Kindergruppe) aus Muschelkalk. Auch die heute noch erhaltenen Bäume vor der Schule und im Schulhof stammen aus der Erbauungszeit. Aus den Bauentwurfszeichnungen kann man entnehmen, dass sowohl der Schulhof- und Schulgartenbereich umstanden war von Robinien, Kastanien, Ebereschen und Eschen, von denen noch eine Baumreihe erhalten blieb. Die gleichen Bäume befanden und befinden sich auch noch im Bereich vor der Schule entlang der Zufahrt zur Schule.

Die 1984 erbaute Turnhalle ist kein Kulturdenkmal. Bemerkenswert sind der sehr gute Originalzustand der Schule sowie deren denkmalgerechte Sanierung. Als der erste Schulbau der Nachkriegszeit in Chemnitz erlangt die Schule eine große stadtgeschichtliche Bedeutung. Da sie vermutlich auch eine der ersten Schulen der Nachkriegszeit in Sachsen ist, erlangt sie auch schulgeschichtliche Bedeutung. Konzeptionell und gestalterisch knüpft die Reichenhainer Schule an Schulbauten der Vorkriegszeit an, wie beispielsweise die Lengefelder Schule im Erzgebirge von Curt am Ende. Zugleich sind hier schon deutlich Vorformen der später typisierten Schulbauten der DDR erkennbar. Dies und die besondere architektonische Qualität des Bauwerkes begründen weiterhin eine baukünstlerische und baugeschichtliche Bedeutung der Schule.

## Einzelnachweis
1. ↑  Chemnitzer Amtsblatt vom 1. September 2010, Seiten 10 und 11 (21. Jahrgang, 35. Ausgabe) (PDF; 940 kB) Amtliche Bekanntmachungen zu Veränderungen in der Denkmalliste der Stadt Chemnitz, Teil 2